# دارتوت (مقاطعة تشرداول)
دارتوت (بالفارسية: دارتوت) هي قرية تقع في قسم شباب الريفي (مقاطعة تشرداول) في إيران. يقدر عدد سكانها بـ 121 نسمة .